# Rudno nad Hronom
Rudno nad Hronom (em húngaro: Garamrudnó) é um município da Eslováquia, situado no distrito de Žarnovica, na região de Banská Bystrica. Tem 19,28 km² de área e sua população em 2018 foi estimada em 543 habitantes.

## Demografia
| Ano:        | 1994 | 2004 | 2014   | 2024   |
| ----------- | ---- | ---- | ------ | ------ |
| Broj ljudi: | 580  | 522  | 524    | 511    |
| Razlika:    |      | -10% | +0,38% | -2,48% |

| Ano:               | 2023 | 2024   |
| ------------------ | ---- | ------ |
| Número de pessoas: | 522  | 511    |
| Diferença:         |      | -2,10% |